# Vila Marim (Vila Real)
Vila Marim é uma povoação portuguesa sede da Freguesia de Vila Marim do Município de Vila Real, freguesia com 23,21 km² de área e 1517 habitantes (censo de 2021), tendo, por isso, uma densidade populacional de 65,4 hab./km².
Está situada na vertente nascente da Serra do Alvão. O seu nome deriva do nome romano Marinus.
A Freguesia de Vila Marim inclui no seu território os seguintes lugares: Agarez, Arnal, Galegos da Serra, Muas, Quintela, Ramadas e Vila Marim (sede).
O extremo sudeste da freguesia, confrontando com as freguesias de Parada de Cunhos e Vila Real, e situado nas proximidades do Hospital de Vila Real (Lordelo), tem-se tornado crescentemente suburbano, inserindo-se no perímetro periurbano da cidade de Vila Real. A aldeia de Arnal está integrada no Parque Natural do Alvão. 
Em 1801 tinha 919 habitantes e em 1849 tinha 1151.

## Demografia
A população registada nos censos foi:
| Distribuição da População por Grupos Etários | Distribuição da População por Grupos Etários | Distribuição da População por Grupos Etários | Distribuição da População por Grupos Etários | Distribuição da População por Grupos Etários |
| -------------------------------------------- | -------------------------------------------- | -------------------------------------------- | -------------------------------------------- | -------------------------------------------- |
| Ano                                          | 0-14 Anos                                    | 15-24 Anos                                   | 25-64 Anos                                   | > 65 Anos                                    |
| 2001                                         | 282                                          | 265                                          | 910                                          | 233                                          |
| 2011                                         | 268                                          | 202                                          | 949                                          | 323                                          |
| 2021                                         | 165                                          | 161                                          | 823                                          | 368                                          |

## História
A presença humana no território de Vila Marim é atestada desde a Pré-História por dois machados de pedra lascada que datam do Paleolítico (há mais de 10 000 anos), encontrados no castro de Agarez, cujos restos de muralha foram destruídos na década de 1970. Há ainda vestígios arqueológicos posteriores (Neolítico, Império Romano).
O mais antigo documento conhecido em que se referem lugares da freguesia — Quintela e Refontoura (lugar atualmente integrado na própria aldeia de Vila Marim) — data de 1077.
Vila Marim recebeu foral de D. Afonso III, datado de 9 de julho de 1252. A partir de 1291, no entanto, a sua história está intimamente ligada a Vila Real, mandada povoar em 1289 e a cujo termo aquela passou a pertencer: tendo a nova vila sido instalada em território anteriormente incluído na freguesia de Vila Marim, a paróquia da sede do termo (São Dinis) continuou a depender eclesiasticamente de Santa Marinha de Vila Marim até ao início do século XIV.
A Ordem de Malta deteve aqui significativos bens. Razão pela qual o brasão de armas ostenta, em chefe, a cruz oitavada daquela importante e antiquíssima Ordem Religiosa e Militar.

## Património Cultural construído
- Torre de Quintela
- Igreja Paroquial de Vila Marim com Frescos Quatrocentistas e Quinhentistas

## Património natural
- Cascata de Agarez
- Cascata de Galegos da Serra